# Скорая помощь (Сезон 12)
«Ско́рая по́мощь» (англ. «ER» от англ. Emergency Room — приёмное отделение) — американский телесериал, рассказывающий о жизни приёмного отделения больницы города Чикаго (штат Иллинойс), её сотрудников и пациентов. Сериал создан Майклом Крайтоном и был впервые показан на телеканале NBC (сентябрь 1994 года — апрель 2009 года). Включает в себя 15 сезонов и стал самой длинной медицинской драмой, показанной в прайм-тайм за всю историю американского телевидения.

## В ролях

### Основной состав
- Горан Вишнич — Доктор Лука Ковач
- Мора Тирни — Эбби Локхарт
- Мекхи Файфер — Доктор Грег Пратт
- Шерри Стрингфилд — Доктор Сьюзан Льюис
- Шариф Аткинс — Майкл Галалнт
- Парминдер Награ — Нила Расготра
- Шейн Уэст - Рэй Барнетт
- Линда Карделлини — Медестра Саманта Таггарт
- Скотт Граймс — Доктор Арчи Моррис
- Лора Иннес — Доктор Керри Уивер

### Второстепенные персонажи
Имонн Уолкер (Eamonn Walker) др. Стивен Докари 19,20 серия

### Приглашённые звёзды
Имонн Уолкер (Eamonn Walker) др. Стивен Докари 12, 19,20 серия

## Список эпизодов
12.1 (246) — Кэнион сити (Canon City). Последняя серия Шерри Стрингфилд Продолжение 22 серии 11 сезона: Сэм и Лука разыскивают Алекса. Поиск Алекса длится второй день. Ниле достаётся студент Тэди, который заплакал из-за выговора и она отпустила его домой. Сэм говорит Луке, что не хочет больше иметь детей. Отношения между Лукой и Сэм портятся. Полицейские находят Алекса, который поехал искать отца. Сэм рассказывает Алексу правду об отце и отвозит его в тюрьму повидаться с ним.
12.2 (247) — Ничей ребёнок (Nobody’s Baby) Сэм ищет квартиру, чтоб переехать от Луки. Лука пытается наладить отношения с Сэм. Моррис достает всех своими высказываниями. В клинику поступает беременная-суррогатная мать, у которой осложняются роды. Пратт знакомится со сводным братом, но не желает знакомиться со всеми членами семьи. Лука обнаруживает пустую квартиру — Сэм и Алекс уехали. Лука в одиночестве пьет пиво.
12.3 (248) — Человек без имени (Man With No Name) Квартира Луки превращается в холостяцкую берлогу. Уивер начинает работать простым доктором в приёмном. В приёмном приступает к работе новая старшая сестра — Ив Пэйтон, которая учит не только сестер, но и врачей. Нила собирает посылку Майклу. Эбби устраивает фотосессию Нилы, а Моррис подглядывает за ними. Ив замечает, что у Сэм и Луки были отношения и помогает ей, переводя её на расписание без Луки. Лука и Эбби встречаются в баре после работы. Эбби провожает пьяного Луку до дома и оставляет его.
12.4 (249) — Вините в этом дождь (Blame It On The Rain)
12.5 (250) — Проснись! (Wake Up) В скорую приходит работать доктор Виктор Клементе (Легуизамо). На вечеринке Рэй знакомится с девушкой Зои.
12.6 (251) — Дом мечты (Dream House) Клементе, Эбби и Нила втайне от всех лечат новорождённую обезьянку. Ив предлагает Алекс повышение по службе и уволить Халей. Нила узнает, что Зои всего 14 лет, и рассказывает об этом Рэю. К Пратту в скорую приходит его брат Чесс. Пратт идёт к отцу, и тот отдает ему свои письма к матери Пратта.
12.7 (252) — Заложник (The Human Shield) Клементе и Ковач спорят о том, как лечить девочку с пулевым ранением. Из-за ошибки Клементе девочка умирает. Лука подает заявку на заведующего отделением. Появление парамедика Тони Гейтса. В скорую приходит отец Зои и избивает Рэя. После смены Эбби расстроенная из-за смерти девочки приходит к Луке, они целуются.
12.8 (253) — Два корабля (Two Ships) Нила проводит свою смену в качестве парамедика, разъезжая на скорой в компании Тони Гейтса. Тот пытается за ней ухаживать. На Чикаго падает самолёт. Пратт выезжает на место аварии. В больницу к Рэю приходит Зои и настаивает на продолжении отношений. Нила оперирует Гейтса прямо на месте разбившегося самолёта. Лука и Эбби не могут определиться со своими отношениями. К Ниле наконец приезжает Галант.
12.9 (254) — Да, я согласна (I Do) Галант делает предложение Ниле в операционной. Нила согласна. Они наспех устраивают свадьбу. Весь мед персонал помогает с организацией свадьбы. Джерри их венчает. Эбби выступает в роли подружки невесты. Лука получает должность заведующего.
12.10 (255) — В канун Рождества (All About Christmas Eve) Лука выступает в роли Санты. Лука хочет провести Рождество с Эбби. Сэм навещает Стива в тюрьме. Ив грубо успокаивает Санту, который мешал рождественскому хору. Комиссия ведёт расследование по поведению Ив. В приёмное поступает девочка 6 лет с огнестрельным, за неё молятся во дворе скорой. Ив увольняют за поведение. Сэм отвозит Алекса повидаться с отцом. Моррис и Халей поют на рождественском вечере. Лука дарит Эбби компас, а Эбби говорит, она ждет ребёнка от него.
12.11 (256) — Если не сейчас, то когда? (If Not Now) Уивер упала и повредила бедро. К Клементе приезжает его любовница Джоди, сбежавшая от мужа. Эбби сомневается оставлять ли ей ребёнка. Лука настаивает на том, чтобы она рожала. К Клементе приходят в скорую полицейские и расспрашивают о Джоди. Рэй отпрашивается у Кэри в отпуск на месяц, чтобы записать альбом со своей группой. Если ему не дадут отпуск, он даже готов уволиться. Нила хочет специализироваться в хирургии. Эбби решает сохранить ребёнка. К Рэю приходит товарищ по группе и говорит, что они решили ехать без него.
12.12 (257) — Неединодушные решения (Split Decisions) Клементе не вышел на смену и все его разыскивают. Вместо него в скорой не очень удачно работает Дубенко. К Рэю в скорую пришла Зои, избитая своим отцом. Она просит его, чтобы он не привлекал ни полицию, ни соцслужбы, так как боится отца. Пратт подменяет анализ крови на алкоголь своему другу, чтобы тот избежал задержания полицией. Нила весь день собирается идти с Майклом смотреть квартиру. В тот момент, когда они приходят её смотреть, Майкл говорит, что хочет вернуться в Ирак. Рэй отправляет Зои на самолёте в другой город к сестре. Их видит её отец, но теперь уже Рэй накидывается на него с угрозами.
12.13 (258) — Тело и душа (Body and Soul) Серия полностью посвящена истории с больным, у которого атрофированы все мышцы, кроме глазных. Его играет приглашённый актер Джеймс Вудс.
12.14 (259) — Квинтэссенция праха (Quintessence of Dust). Появление Ноя Уайла. Клементе продолжает не выходить на работу и развлекаться с Джоди. К нему в квартиру проникает муж Джоди, зовет её вернуться, а после её отказа стреляет в неё. Клементе везет её в скорую, все, включая полицию, думают, что это он в стрелял в Джоди. Дубенко и Нила оперируют Джоди.
12.15 (260) — Дарфур (Darfur). Появление Ноя Уайла. Серия полностью посвящена работе Картера в лагере беженцев в Африке. Ковач не допускает Клементе к работе, его по-прежнему подозревают в том, что это он стрелял в Джоди. Друг Пратта, ради которого он подменил анализ крови, сбивает в пьяном виде мальчика. Джоди наконец приходит в себя после операции.
12.16 (261) — В опасности (Out on a Limb) Керри в третий раз отменяет операцию на бедро и выходит на работу, хотя её мучают боли. Пратта мучает совесть по поводу подмены анализа. Нила советует ему во всем сознаться Ковачу. Сэм занимается пациентом - очень обеспеченным мужчиной мистером Эллиотом. Пратт рассказывает обо всем Ковачу, тот злится и отстраняет Пратта от работы на пять дней. Мистер Эллиот предлагает Сэм работать на него, не уходя из скорой и переехав жить к нему вместе с Алексом. Кэрри ложится на операцию и просит Эбби в случае, если с ней что-то случится, стать законным опекуном её сына. Эбби соглашается и берет на подпись бумаги. Рэй и Нила начинают коротать вместе домашние вечера.
12.17 (262) — Потерянные в Америке (Lost In America) Нила и Рэй сближаются и начинают испытывать друг к другу чувства. Из-за замужества Нилы никто из них не может признаться в этом ни себе, ни другому. Клементе выходит на работу, но его все игнорируют и не дают вести больных. Нила выступает на научном конгрессе с докладом. Её сопровождает Дубенко. Доклад срывается. К Моррису приходят четверо детей - это его биологические дети, они нашли друг друга и его по информации из банка спермы. Сэм принимает предложение мистера Эллиота и поступает к нему на работу. После конгресса Нила возвращается домой и говорит Рэю, что ей лучше переехать от него.
12.18 (263) — Странные компаньоны (Strange Bedfellows) Нила проводит день с родителями Галанта. Ковач говорит Эбби, что Картер в письме попросил его приехать в Африку и помочь. Лука отправляет в Дарфур Пратта в качестве наказания за подмену анализов. Нила узнает, что родители Галанта разводятся. Мать Майкла говорит ей, что Майкл будет воевать всегда. Чувство долга для него важнее всего остального. Нила собирает вещи и уезжает жить к Эбби. Рэй пытается её остановить, но безуспешно.
12.19 (264) — Нигде не спрятаться (No Place to Hide). Появление Ноя Уайла. Клементе паникует из-за Бобби - мужа Джоди, который достает его звонками и угрозами. В скорую привозят Стива - отца Алекса, его оперируют. Грэг приезжает в Африку. Уивер делают операцию, и она теперь ходит без костыля.
12.20 (265) — Никаких ангелов нет (There Are No Angels Here). Появление Ноя Уайла. Серия также посвящена работе Картера в лагере беженцев в Африке.
12.21 (266) — Галантный герой и трагический победитель (The Gallant Hero and The Tragic Victor). Последняя серия Шарифа Аткинса. Майкл Галант погибает в Ираке, подорвавшись в машине. У Клименте наблюдается странное поведение. В приёмное приезжают двое военных из похоронной части, которые хотят поговорить с Нилой. Лука, Эбби и Рей понимают, что Галант погиб. Нилу приняли работать в хирургическое отделение. Нила спешит рассказать всем, что она переходит в хирургическое отделение, и ей сообщают, что Галант погиб. Пратт не может смирится со смертью Галанта. У Клементе случается нервный срыв на улице и его привозят в приёмное. Клементе переводят в психиатрическое отделение. Нила смотрит видео от Майкла, где Майкл оставляет послание, что он любит её, может погибнуть и чтоб она продолжала жить.
12x22 (267) — Двадцать одна пушка (Twenty-One Guns). Пратт собирается на похороны Майкла, а Нила нет, так как боится забыть его. Пратт уговаривает Нилу пойти на похороны Майкла. Лука собирает манеж и ждет когда родит Эбби. Последний рабочий день Морриса. Нила обвиняет в гибели Майкла его отца. Стив попадает второй раз в больницу с другом из тюрьмы и совершает побег при помощи подруги друга. Лука парализован от укола и привязан к кушетке. Сэм пытается спасти Луку. Стив берет в заложники Сэм и устраивает стрельбу с полицейскими, а Алекс связанный в машине Стива. Эбби и Джерри попадают под обстрел, Эбби не ранена, а Джерри в тяжёлом состоянии и теряет много крови. Нила и Пратт узнают о стрельбе и едут в скорую после похорон. У Эбби кровотечение и она теряет сознание, Лука привязанный видит это.